# Bobby Steggert
Bobby Steggert (Frederick, 2 marzo 1981) è un attore e cantante statunitense.
È noto soprattutto come interprete di musical, tra cui: 110 in Shades (Broadway, 2007), Camelot (New York, 2008), Bye Bye Birdie (Washington, 2008), Side Show (Washington, 2008), Ragtime (Broadway, 2009; candidato al Tony Award al miglior attore non protagonista in un musical) e Big Fish (Broadway, 2013).
È anche un apprezzato attore di prosa e tra le sue numerose apparizioni si ricordano: "Master Harold"...and the Boys, Santa Giovanna (St. Louis), Romeo e Giulietta (St. Louis), Boy (Off Broadway).
È apertamente gay.

## Filmografia

### Cinema
- In ricchezza e in povertà (For Richer or Poorer), regia di Bryan Spicer (1997)
- Kinsey, regia di Bill Condon (2004)
- Game 6, regia di Michael Hoffman (2005)
- Night Swimming, regia di Daniel Falcone - cortometraggio (2005)
- Courts mais GAY: Tome 11, regia collettiva (2006) - (episodio "Bain de minuit")
- Il destino nel nome - The Namesake (The Namesake), regia di Mira Nair (2006)

### Televisione
- La valle dei pini (All My Children) – serial TV, 5 puntate (2005)
- Yank! A WWII Love Story, regia di Igor Goldin - film TV (2005)
- Boy Crush, regia collettiva (2007) - (episodio "Night Swimming")
- Live from Lincoln Center – serie TV, episodi 33x03 (2008)
- The Battery's Down – serie TV, episodi 2x07 (2009)
- The Good Wife – serie TV, episodi 2x03 (2010)
- The Get Down – serie TV, episodi 1x11 (2017)
- La fantastica signora Maisel (The Marvelous Mrs. Maisel) – serie TV, episodi 2x05 (2018)
- The Gilded Age – serie TV, episodi 3x01-3x03 (2025)